# 周基順
周基順（？—？），台灣教師、企業家、政治人物，曾任彰化縣第八、九屆縣議員，後代表中國國民黨在台灣省第三選區（中中彰投）當選為第一屆第三次增額立法委員。